# Stazione di Caronia
La stazione di Caronia è una stazione intermedia della linea ferroviaria Palermo-Messina al servizio del comune di Caronia.

## Storia
Venne costruita come stazione passante in superficie, sul vecchio tracciato della linea ferroviaria Palermo-Messina realizzato in ritardo rispetto al programma di costruzioni ferroviarie in Sicilia che, iniziato dalla Società Vittorio Emanuele, dovette essere completato prima dalla Società italiana per le strade ferrate meridionali dal 1872 e finito, dal 1885 in poi, dalla Società per le strade ferrate della Sicilia.
La stazione entrò in servizio il 16 giugno 1895 unitamente al tronco Capo d'Orlando-Naso-Tusa della linea Messina-Palermo. La stazione inizialmente era provvista solamente di telegrafo.
Verso la metà degli anni novanta iniziò il lento declino dell'infrastruttura ferroviaria con la chiusura dell'intero fabbricato e dei relativi servizi. Diminuì anche il traffico passeggeri.

## Strutture e impianti
La stazione di "Caronia" è situata al km 106+831 del tracciato della linea Palermo-Messina.
Il fabbricato viaggiatori è su due livelli, di cui al secondo piano vi era l'alloggio del capostazione, e non presenta elementi architettonici di rilievo. La stazione possiede soltanto un'obliteratrice ed una bacheca con tabella oraria. Per quello che riguarda la categorizzazione delle stazioni, RFI la considera di categoria bronze.

## Caratteristiche
La stazione è gestita in telecomando dal DCO dall'impianto di Palermo Centrale. Il 1º giugno 2005, è stato dismesso il III binario di circolazione, divenendo binario tronco, secondario, di conseguenza la stazione è attualmente attrezzata con due binari di circolazione e due binari tronchi.

## Servizi
La stazione è fornita di 
- Biglietteria (Punto vendita);
- Parcheggio.

## Movimento
La stazione nel 2007 contava un traffico giornaliero di circa 40,5 unità, ed è servita dai treni regionali che espletano servizio sulla linea. In base alla tabella oraria ferroviaria estiva 2011, in essa fermavano 23 treni regionali (fra feriali e festivi).